# Lasse Samström

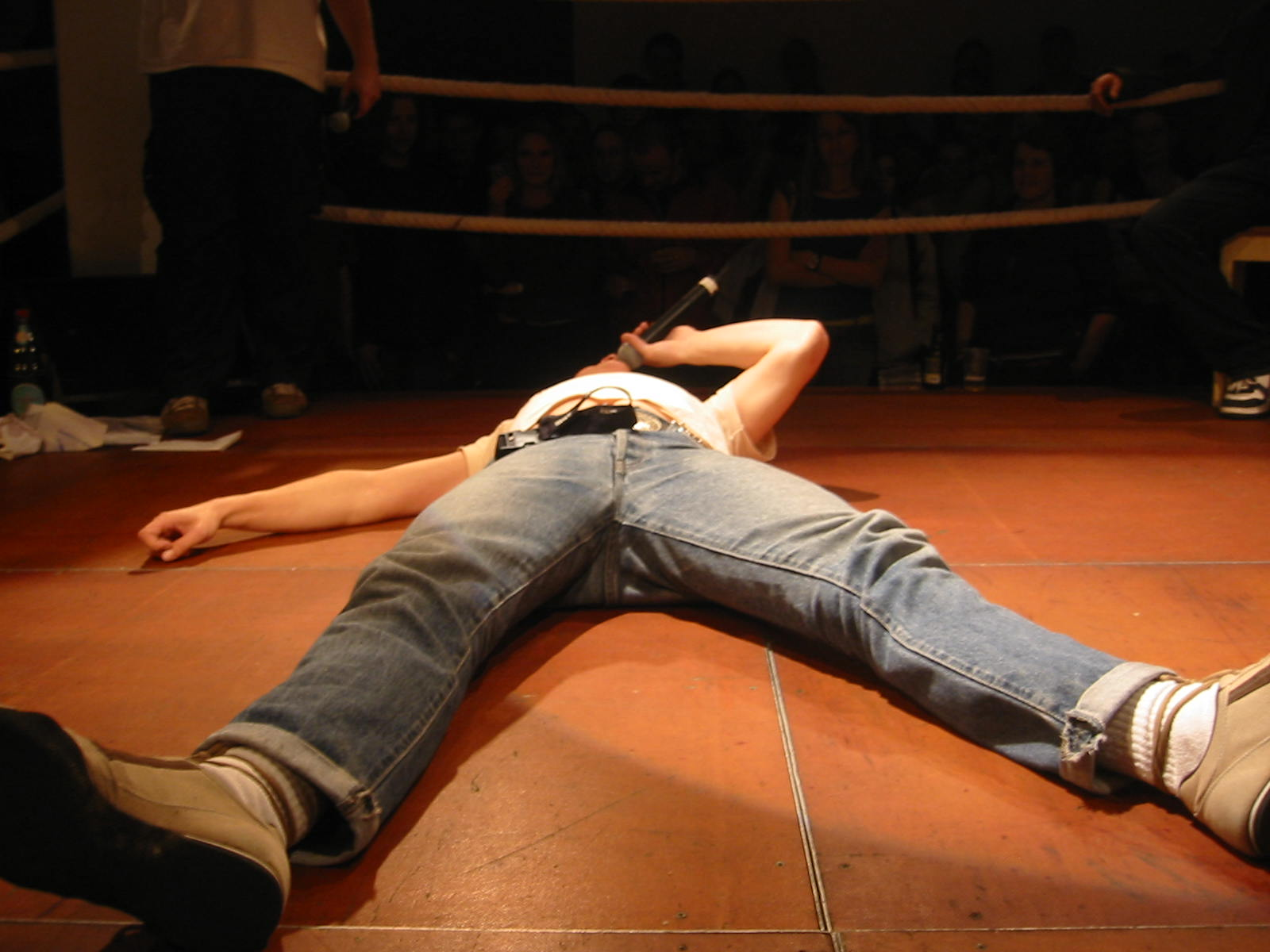
Lasse Samström als Teilnehmer beim Box Slam in St. Gallen, 2005

Lasse Samström, eigentlich Albrecht Lahme (* 23. Januar 1969 in Gerolstein) ist ein deutscher Poetry-Slam-Dichter.

## Leben
Albrecht Lahme besuchte von 1979 bis 1985 das Regino-Gymnasium in Prüm, danach bis 1987 das Vinzenz-Pallotti-Kolleg, eine Privatschule in Rheinbach, und danach bis 1990 das Städtische Gymnasium Rheinbach. Den Künstlernamen Lasse Samström gab er sich nach eigenen Angaben Ende der 1980er-Jahre, als er als Punksänger auftrat und der Fun Punk-Band „Amoklaufende Frittenbuden“ angehörte. Nachdem die US-amerikanische Spoken-Word-Bewegung in den 1990er-Jahren auch in Deutschland aufgegriffen und das Genre Slam-Poetry beim Publikum bekannt wurde, beteiligte Samström sich erstmals im Jahr 1997 als Slampoet an einem Wettbewerb. Seitdem nimmt er regelmäßig an Poetry Slams im gesamten deutschsprachigen Raum teil und hatte zudem mehrere Auftritte bei ausländischen Slam-Veranstaltungen.
2002 qualifizierte er sich sowohl in der Einzel- als auch in der Team-Disziplin für die sechste deutschsprachige Poetry-Slam-Meisterschaft, die in der Schweizer Bundesstadt Bern stattfand und an der 17 Teams und 64 Slammer aus über 30 Städten teilnahmen. Bei diesem 6. German International Poetry Slam (GIPS) siegte Samström in der Disziplin „Einzel“ sowie mit seinem Team „Wuppertal“ in der Disziplin „Team“. Im gleichen Jahr gewann er den kroatischen Slam-Meistertitel. 2004 nahm er an den World Championships teil und errang bei der Poetry International 2004, die im niederländischen Rotterdam stattfand, den vierten Platz.
Samström gehört mittlerweile zu den bekanntesten Dichtern der deutschsprachigen Poetry-Slam-Szene. Er hatte bislang hunderte Auftritte bei Einzel- und Teamwettbewerben, bei denen er zahlreiche Auszeichnungen erringen konnte. So gewann er alleine im Zeitraum von 1999 bis Anfang 2006 über 50 Poetry Slams im In- und Ausland und gibt selbst an, mindestens hunderte Auftritte im Jahr zu absolvieren. Daneben tritt er auch als Moderator verschiedener Formate auf, zum Beispiel seit 2012 beim "Rheinhexenslam" in Rheinbach oder bei Kunst gegen Bares in Düsseldorf.
Er gilt als Erfinder der „Schüttelprosa und des Brachialcharmes“, sein Credo lautet: „Gedichte gehören gehört und nicht gelesen. Und der Lyriker gehört auf die Bühne.“
Lasse Samström lebt in Prüm.

## Zitate
Beispiele für Samströms „Schüttelprosa“:
- „Der innere Heineschwund.“ – Titel seines Eröffnungsbeitrags bei einem Literaturfestival
- „Schiebe ist löhn! Zwone Eifel!“ – zum Thema „Liebe“

Textbeispiel für die „laminierten Schüttelreimkärtchen“, die Samström bei seinen Lesungen anbietet:
- „Die ohne Schimmer schone immer.“

## Auszeichnungen (Auswahl)
- 2002: Gewinner des 6. German International Poetry Slam in Bern („Einzel“)[5]
- 2002: Gewinner des 6. German International Poetry Slam in Bern („Team“; als Team „Wuppertal“ zusammen mit Jonas Jahn, Markim Pause und Michael Wefers)[6]
- 2002: Gewinner der kroatischen Poetry-Slam-Meisterschaft[7]
- 2004: 4. Platz bei den World Championships im Rahmen von Poetry International 2004 in Rotterdam[8]
- 2011: Gewinner FritzNacht der Talente in der Rubrik Wortakrobatik[17]

## Werke (Auswahl)
CDs
Slam-Poetry-Beiträge von Lasse Samström sind enthalten auf folgenden CDs:
- Darmstädter Dichterschlacht I. Ariel-Verlag, Riedstadt 2003, ISBN 978-3-930148-28-8.
- Darmstädter Dichterschlacht II. Ariel-Verlag, Riedstadt 2004, ISBN 978-3-930148-33-2.
- Darmstädter Dichterschlacht III. Ariel-Verlag, Riedstadt 2006, ISBN 978-3-930148-36-3.

DVD-Videos
Slam-Poetry-Einzelauftritte von Lasse Samström sind enthalten auf folgenden DVD-Videos:
- Poesie auf Zeit. German International Poetry Slam. Sprechstation-Verlag, Konstanz 2004, ISBN 3-932902-47-5. (120 Minuten)
- Poetry Slam. Volume 8. 2007. (30 Minuten; im Bestand des Deutschen Literaturarchivs Marbach)
- Poetry Slam. Volume 11. 2008. (30 Minuten; im Bestand des Deutschen Literaturarchivs Marbach)